# Курбанов, Сабир Хайитович
Сабир Хайитович Курбанов (20 января 1949 — 2017) — советский самбист, призёр чемпионата СССР, чемпион Европы и мира, победитель Спартакиады народов СССР, Заслуженный мастер спорта СССР, тренер. В 2001 году награждён орденом Республики Узбекистан «Мустакиллик». Его тренерами были Халиков Ф., Джумаев А., Калеткин Г. И. и Истомин А. А.

## Биография
В 1965 году в клубе культуры колхоза «Маданият» была открыта секция по вольной борьбе, Собир Курбанов был одним из первых его членов. В 1972 году окончил Бухарский государственный педагогический институт по специальности «физика». Во время учёбы в институте участвовал в турнирах по самбо и вольной борьбе. В 1971-79 годах работал тренером по Самбо, с 1979 по 1983 год — директор Высшей спортивной школы, в 1983-87 годах — председатель КСЖ «Пахтакор», в 1987 году — тренер Спортивного общества «Динамо» по самбо, в том числе в Бухарской областной спортивной школе № 2 и, в то же время — главный тренер по борьбе самбо Бухарской области.

## Спортивные результаты
В 1969 году стал чемпионом Узбекской ССР. В 1971 году выполнил норматив мастера спорта СССР.
- Чемпионат СССР по самбо 1974 года — ;
- Борьба самбо на летней Спартакиаде народов СССР 1975 года — ;

## Тренерская деятельность
Подготовил 25 мастеров спорта СССР и 15 мастеров спорта Узбекистана.

## Семья
Сын Акобир Курбанов (1975) — призёр чемпионатов мира по самбо, обладатель Кубка мира по самбо, победитель Всемирных игр по самбо, чемпион мира по курешу.